# Theodosius II.
Flavius Theodosius (řecky Theodosios; 10. dubna 401, Konstantinopol – 28. července 450, Konstantinopol), známější spíše jako Theodosius II., byl východořímský císař od roku 408 až do své smrti. Skutečnou moc vykonávali místo něho vysocí dvorští hodnostáři a jeho příbuzní, a Theodosius tak podobně jako jeho otec a předchůdce Arcadius vládl pouze nominálně.
Nejvýznamnější vnitropolitickou událostí Theodosiova panování se v roce 438 stalo vydání sbírky právních předpisů známé jako Codex Theodosianus. S císařovým jménem je spojováno rovněž vybudování mohutných hradeb chránících Konstantinopol. Za jeho vlády došlo ke dvěma zásadním christologickým kontroverzím: odsouzení Nestoriovy heretické doktríny a prosazení monofyzitské nauky o Kristu, což vedlo k roztržce v církvi. Východ opakovaně podpořil hroutící se západořímskou říši, zvláště v Africe ohrožované Vandaly. Současně musel čelit Hunům, které ani vyplácení subsidií neodradilo od devastujících vpádů do podunajských provincií, vrcholících ve čtyřicátých letech 5. století. Říše nadto svedla dva krátké konflikty s perskými Sásánovci. Po Theodosiově smrti přešla vláda na vojenského důstojníka Marciana.

## Život

### Brzký nástup na trůn
Theodosius se narodil 10. dubna 401 v Konstantinopoli jako jediný syn východořímského císaře Arcadia a jeho manželky Aelie Eudoxie. Z otcovy strany byl vnukem Theodosia I., zatímco jeho matka byla dcerou franského velitele Bautona, sloužícího v římském vojsku. Již před dosažením prvního roku života byl 10. ledna 402 prohlášen za augusta, a tím se formálně stal spolucísařem svého otce. V pozdějším věku se mu dostalo klasického vzdělání a pravděpodobně hovořil latinsky i řecky. Sokrates Scholastikos popisuje Theodosia jako silně věřícího křesťana a moudrého jedince, oddávajícího se askezi. V dospělosti se s velikou zálibou zabýval studiem a četbou náboženských knih a nemenší zájem projevoval o kaligrafii.
Vláda na něho přešla v sedmi letech, když Arcadius 1. května 408 zemřel. Theodosiovo postavení se jevilo být poněkud nejisté, neboť faktický vládce západořímské říše, generál Stilicho, a západní císař Honorius, Theodosiův strýc, projevili přání odcestovat do Konstantinopole a uspořádat tamější poměry. Východní dvůr vyslal obvyklé poselstvo do perské říše, jež oznámilo nástup nového panovníka velkokráli Jazdkartovi I. Perský vládce vyslovil svoji podporu Theodosiovi a pohrozil válkou tomu, kdo by se pokusil ho svrhnout. Prokopios z Kaisareie se dokonce zmiňuje o tom, že umírající Arcadius ustavil Jazdkarta poručníkem svého syna, ačkoli věrohodnost tohoto tvrzení je sporná. Nástupnická krize záhy pominula, k čemuž přispělo i Stilichonovo zavraždění, vedoucí k pozvolnému napravení pošramocených vztahů mezi oběma polovinami impéria.

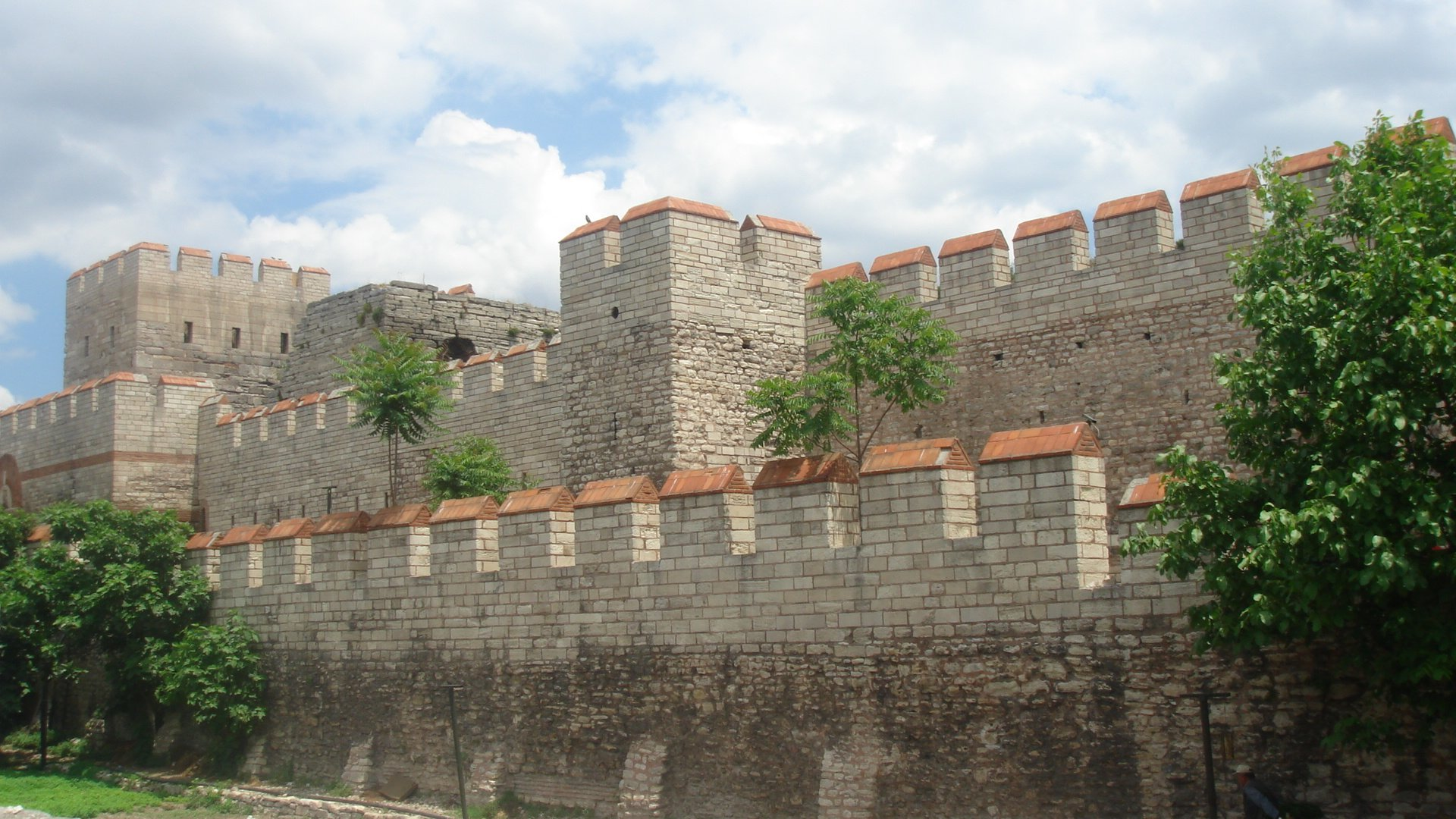
Rekonstruovaná část konstantinopolských hradeb

Za nezletilého císaře řídil státní záležitosti pretoriánský prefekt Anthemius, počínající si se značnou svědomitostí. Anthemius se už roku 408 musel vypořádat s útokem Hunů, kteří v čele s Uldinem překročili Dunaj, obsadili pevnost Castra Martis (Kula) a vpadli do Thrákie. Římská diplomacie a nedostatek zásob narušily soudržnost útočníků, načež římské vojsko přimělo Uldina, opuštěného zástupy svých spojenců, k překotnému úprku. Zhruba ve stejné době se znatelně zhoršila situace na Západě. Počátkem roku 410 Anthemiova vláda odeslala 4000 východních vojáků do Ravenny, kde si Honorius s jejich pomocí udržel trůn. Ani tato výprava nicméně nedokázala zabránit Vizigótům ve vyplenění Říma v témže roce. Východ nadále svíralo ohrožení ze strany Hunů, kvůli čemuž dal Anthemius renovovat opevnění měst na Balkáně a obnovit římské loďstvo na Dunaji. Především však v roce 413 vystavěl nové konstantinopolské hradby, nepřesně připisované samotnému císaři. Mohutná dvojitá hradba zabezpečila hlavní město říše před jakýmikoli pozemními útoky. Vedle zvýšení obrany státu prefekt prosadil řadu administrativních opatření k zajištění zásobování Konstantinopole, k odstranění různých přehmatů a ke konsolidaci financí. Navzdory enormním stavebním výdajům se stav státní pokladny pod Anthemiovým vedením zásadně zlepšil, což vládě umožnilo odpustit daňové nedoplatky za několik předchozích desetiletí.

### Dvě augusty
V první polovině roku 414 ustávají v pramenech zprávy o Anthemiovi, z čehož lze usuzovat na jeho možné sesazení či smrt. Valná část jeho moci přešla na Theodosiovu starší sestru Pulcherii, která byla v červenci téhož roku prohlášena za augustu a fakticky působila jako regentka za svého bratra. Mimořádně zbožná a energická Pulcherie požívala nezměrné mravní autority, protože složila slib panenské čistoty, k čemuž později přesvědčila i své dvě mladší sestry. Převzala také osobní dohled nad Theodosiovou výchovou, jíž vtiskla striktně ortodoxní náboženský charakter s důrazem na křesťanskou morálku. Soudobí autoři poznamenávají, že jejím přičiněním se císařský palác podobal klášteru zaplněnému biskupy a mnichy.
O dominantní roli Pulcherie svědčí skutečnost, že její obraz byl vystaven v budově senátu vedle portrétu jejího bratra a Honoria. Její hluboká víra se promítla i do vnitřního a zahraničního směřování říše, vyznačujícího se vyzdvihováním křesťanských ctností a zásad, majících garantovat bezpečnost a blahobyt státu. Zřejmě jejím hlavním stoupencem při prosazování těchto principů byl dlouholetý představený císařských úřadů (magister officiorum) Helion. Třebaže Pulcherie vystupovala jako rozhodná zastánkyně ortodoxie, rostoucí měrou spoléhala na germánské a barbarské velitele, jako byl gótský magister militum praesentalis Plinta, jeho příbuzný alanského původu Ardabur a Ardaburův syn Aspar. Vojevůdci v Konstantinopoli se přesto nedomohli srovnatelné pozice, jakou si vydobyli jejich kolegové na Západě, v čemž jim nepřekážel ani tak barbarský původ jako spíše jejich ariánské vyznání.
Vliv Pulcherie nepolevoval ani poté, co císař dosáhl dospělosti. Podle tradičního podání měla Theodosiovi vyhledat vhodnou nevěstu, jíž nalezla v nádherné a vzdělané Athenais, dceři pohanského filozofa pocházející z Athén. Moderní historikové se ovšem přiklánějí k tomu, že volba císařovy manželky vzešla z kruhů usilujících o omezení Pulcheriiny netolerantní náboženské politiky. Athenais přijala křest a změnila si jméno na Aelia Eudocia, načež se 7. června 421 provdala za Theodosia. Císaři porodila tři děti, z nichž se dospělosti dožila jenom dcera Licinia Eudoxia. Po jejím narození Theodosius povýšil Eudokii v lednu 423 do hodnosti augusty, čímž v ní Pulcherii vyrostla potenciální konkurentka. Eudokii se podařilo vymanit svého muže z moci jeho sestry, jež dokonce opustila dvůr a odebrala se do vlastního paláce. Pokusila se rovněž vytvořit frakci sobě oddaných úředníků a oproti Pulcherii zaujala umírněnější postoje v oblasti náboženství.

### Náboženská politika

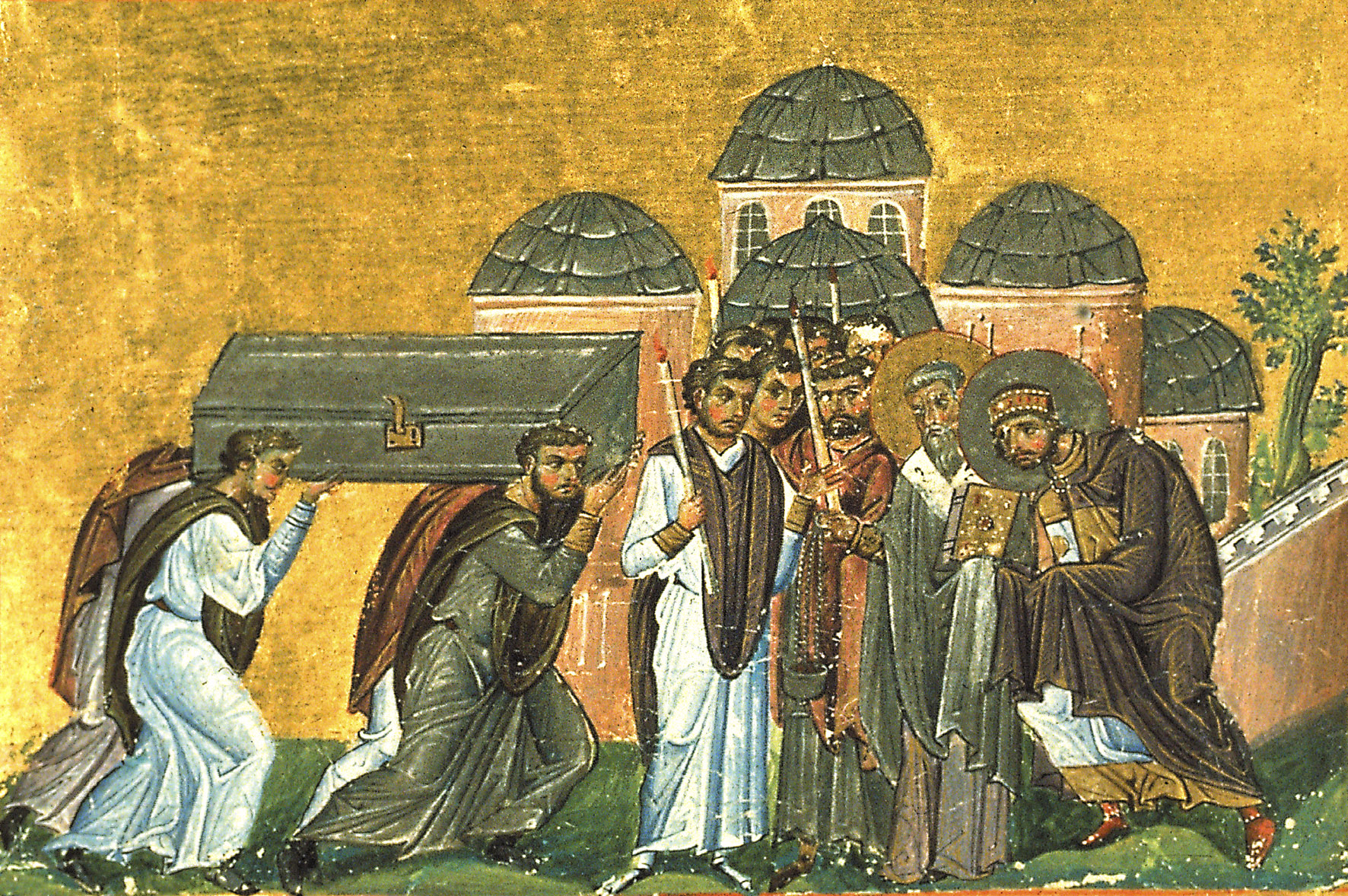
Theodosius se uklání ostatkům Jana Zlatoústého

Bigotní Pulcherie se zasadila o vydání celé řady zákonů namířených proti Židům, pohanům a kacířům, jimž bylo znemožňováno působení ve státní správě a armádě. Opakující se zákazy konání obětí a nařízení o ničení chrámů či synagog přesto naznačují, že proces christianizace východořímské společnosti probíhal jen pozvolna. K tomu přispívala i sama císařská vláda postupující se značnou pragmatičností a liknavostí, když se leckdy spokojila s vydáním příslušných předpisů, nikoli už s jejich vynucením. Známí pohané a ariáni nadále setrvávali ve vysokých civilních postech, zatímco nemalý počet ariánských Gótů ve vojsku bránil efektivnímu prosazení těchto zákonů. Zostřující se atmosféra vůči všem jinověrcům se projevila obzvláště v Egyptě, kde významný teolog a alexandrijský patriarcha Kyrillos zakročil nejprve proti novatiánům a posléze začal terorizovat Židy. Třebaže císařský správce Orestes je vzal pod svoji ochranu, Kyrillos opanoval se stovkami zfanatizovaných mnichů ulice Alexandrie a rozpoutal otevřenou válku, která skončila vypovězením Židů z města. Ani pohané nebyli ušetřeni běsnění patriarchových přívrženců, jimž v roce 415 padla za oběť proslulá novoplatonská filozofka Hypatia. Její brutální zavraždění zůstalo navzdory stížnostem alexandrijských představitelů proti Kyrillovi prakticky bez potrestání.
Vážná teologická kontroverze vypukla nedlouho poté, co v roce 428 Theodosius ustavil antiochijského kazatele Nestoria konstantinopolským patriarchou. Fanatický a výřečný Nestorios v souladu s učením antiochijské školy odmítal nazývat Pannu Marii jako Theotokos („Bohorodička“), neboť podle něho existovaly v Kristu dvě rozdílné a oddělené přirozenosti, lidská a božská. Marie měla porodit toliko člověka, a proto ji označoval pouze jako Christotokos. Tím ale popíral formulaci o spojení božské a lidské přirozenosti v Kristu, přijatou na konstantinopolském koncilu v roce 381. Kyrillos a četní jiní biskupové rozhořčeně oponovali Nestoriově nauce a prohlásili ho za heretika, v čemž se odrážel i vzájemný antagonismus mezi patriarcháty v Konstantinopoli a Alexandrii. Theodosius a zpočátku i Eudokie sice podporovali Nestoria, avšak Pulcherie se postavila proti němu. Proti Nestoriovu učení se vyslovil i římský biskup Coelestinus, s nímž konstantinopolský patriarcha vedl spor o jurisdikci nad východním Illyrikem.
Když Coelestinus Nestoria v roce 430 v Římě odsoudil, vložil se do sporu Theodosius a ve snaze o jeho urovnání svolal na rok 431 ekumenický koncil do města Efesos. Kyrillos a přívrženci alexandrijské školy dorazili do Efesu dříve než jejich protivníci, čehož využili k sesazení Nestoria a k odsouzení jeho doktríny. Později příchozí syrští biskupové zasedli odděleně a rozhodli o exkomunikaci Kyrilla. Efesos zatím zachvátily zuřivé násilnosti mezi příslušníky obou stran. Kyrillos v téže době vyslal do Konstantinopole emisary, kteří obrovskými sumami a cennými dary uplatili členy císařského dvora. Ačkoli Theodosius nařídil zadržet oba patriarchy, závěry efezského koncilu vyzněly jednoznačně v neprospěch Nestoria. Ten se musel vrátit do Sýrie a po letech skončil ve vyhnanství v egyptské pustině. Jeho stoupenci byli v dalších letech vystaveni pronásledování jako kacíři, přesto jejich komunita přetrvala v Edesse a silná inklinace k nestoriánství se projevila především u perských křesťanů. Kyrillos unikl vazbě včasným odchodem zpět do Alexandrie, kde byl při svém příjezdu bouřlivě uvítán. Stoupenci alexandrijské a antiochijské školy se roku 433 s přispěním Pulcherie sjednotili na kompromisní dogmatické formuli o spojení obou přirozeností v Kristu.

### Codex Theodosianusa kulturní vývoj
V roce 429 Theodosius pojal úmysl soustředit všechny právní předpisy do jediné ucelené sbírky, v čemž mu jako předobraz posloužily soukromé kodifikace vytvořené za Diocletiana. Potřeba vytvoření kodexu pramenila z nepřehlednosti práva, způsobené enormním množstvím zákonů a jejich časté rozpornosti vedoucí k právní nejistotě. Theodosius ustavil komisi, jíž pověřil shromážděním po roce 312 vydaných císařských ediktů, reskriptů a jiných nařízení. Takto získaný materiál měl být následně očištěn od všech neaktuálních, nejednoznačných a kontradiktorních předpisů, nicméně tato fáze projektu se nerealizovala. Druhá komise, jmenovaná v roce 435, završila primární úkol a sebrané právní texty chronologicky uspořádala do šestnácti knih nazvaných Codex Theodosianus. Sbírka byla slavnostně publikována v únoru 438 a předložena senátům v Konstantinopoli a v Římě. Přestože původní záměr se podařilo naplnit pouze zčásti, vypracování sbírky představovalo zásadní pokrok a dosud slouží jako významný pramen pro právní dějiny. V 6. století se stala podkladem pro Justiniánovu mnohem ambicióznější kodifikaci římského práva známou jako Corpus iuris civilis. Vizigóti navíc v roce 506 zahrnuli velkou část kodexu do vlastní sbírky Lex Romana Visigothorum.
Pravděpodobně z iniciativy císařovny Eudokie došlo v roce 425 k podstatnému rozšíření vzdělávací instituce v hlavním městě, fakticky k založení konstantinopolské univerzity. Často se vyzdvihuje skutečnost, že zde vedle deseti latinských a deseti řeckých gramatiků působilo pět řeckých rétorů, ale jen tři latinští, dva právníci a jeden filosof. Východ zažíval v první polovině 5. století všeobecný kulturní rozkvět, o čemž svědčí značný počet autorů tvořících svá díla v této době, jakými byli dějepisci Eunapios a Olympiodoros či církevní historikové Sokrates Scholastikos, Sozomenos, Filostorgios a Theodoretos.

### Podpora Západu

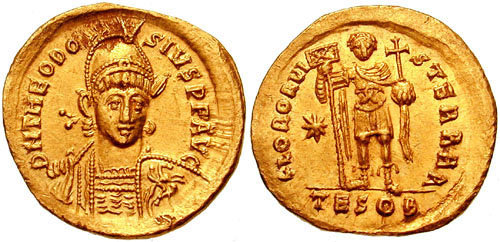
Theodosiův solidus

Za Theodosiova panování se vztahy se západořímskou říši, zásadně narušené na počátku 5. století, vyvíjely veskrze bezproblémově. Theodosius a jeho dvorští hodnostáři opětovně vojensky zasahovali ve prospěch členů theodosiovské dynastie vládnoucích na Západě a už v roce 410 dopomohli císařovu strýci Honoriovi k uhájení trůnu. Napětí znovu vyvstalo, když Honorius povýšil roku 421 svého generála Constantia, manžela Theodosiovy tety a své sestry Gally Placidie, do hodnosti augustus. Rozhněvaný Theodosius odmítl uznat Constantia za císaře, a ten proto začal chystat tažení na Východ, v němž mu však zabránila brzká smrt. Ovdovělá Placidie se posléze znepřátelila s Honoriem a musela se odebrat se svým synem Valentinianem do exilu v Konstantinopoli. Nedlouho nato Honorius v roce 423 zemřel, čímž se Theodosius stal císařem celé římské říše, byť pouze formálně. Moci v Ravenně se ještě v témže roce chopil vysoce postavený úředník Joannes, jenž pro sebe s podporou části západní armády a byrokracie uzurpoval císařskou důstojnost. Theodosius se po jistém váhání rozhodl prosadit dědické nároky svého pětiletého bratrance Valentiniana na Západě. Císařští vojevůdci Ardabur a Aspar během krátké výpravy zdolali síly stojící na straně uzurpátora, zmocnili se Ravenny a Joanna sesadili. Theodosius poté poslal Valentiniana společně s Placidií do Říma, kde ho magister officiorum Helion v říjnu 425 korunoval za císaře.
Úspěšným svržením uzurpátora Joanna se Theodosiovi a jeho rádcům podařilo uhájit vládu theodosiovské dynastie nad oběma polovinami říše. V souvislosti s tím byla zdůrazňována přetrvávající jednota a nerozdělitelnost impéria, o níž se Theodosius zmínil při přípravě kodexu. Celistvost říše demonstrovala svatba Valentiniana a Theodosiovy dcery Licinie Eudoxie v říjnu 437 v Konstantinopoli a stejně tak publikace kodexu na Západě v následujícím roce.
Ani proklamovaná soudržnost říše nemohla zastavit rozklad Západu, čelícího nepolevujícímu náporu germánských kmenů. Vandalové pronikli do bohaté severní Afriky, načež tam Theodosius v roce 431 vyslal vojenskou expedici pod velením Aspara. Východořímský velitel za svého tříletého pobytu v Africe sice Vandalům jednou podlehl, přesto poněkud zbrzdil jejich postup. S přispěním Východu se tak podařilo prozatím uhájit římskou kontrolu nad nejdůležitějšími africkými provinciemi. Již v roce 439 ale Vandalové obsadili Kartágo a vybudovali zde flotilu, s níž přistáli na Sicílii, a dokonce začali ohrožovat pobřežní oblasti na Východě. Tento vývoj přiměl východní vládu k zesílení opevnění Konstantinopole před útoky z moře a k uspořádání zřejmě největšího západního tažení, k němuž došlo za Theodosia. Výprava podniknutá v roce 441 ve spojení se západními silami skončila ovšem nezdarem, neboť loďstvo bylo z důvodu hunského vpádu odvoláno zpět nedlouho po doplutí k Sicílii.

### Dvě války s Peršany
V době Theodosiova nástupu vládl v perské říši velkokrál Jazdkart I., udržující přátelské styky s Římany a zastávající nezvykle smířlivý postoj vůči svým křesťanským poddaným. Dlouhotrvající mír umožnil rozvoj obchodu mezi oběma říšemi, probíhající v římském městě Kallinikon (dnešní Rakka) a v perské Nisibis. Vzájemné vztahy se vyhrotily, mimo jiné vlivem Pulcheriiny nábožensky nesnášenlivé politiky, v závěru Jazdkartova panování, kdy jistý perský biskup zapálil zarathuštrovský chrám ohně. Po Jazdkartově smrti se chopil moci jeho syn Bahrám V., který obnovil pronásledování křesťanů, což vedlo k jejich útěku k Římanům. Když velkokrál žádal vydání těchto uprchlíků, Theodosius mu v roce 421 odpověděl válkou. Římané ihned vyrazili do Persarménie na pomoc tamním křesťanům a současně pod vedením Ardabura oblehli Nisibis v Mezopotámii. Bahrám nato přitáhl k Nisibis a donutil Římany k ústupu, zatímco jeho arabští spojenci Lachmovci byli odraženi při pokusu o vpád do Sýrie. V témže čase se na Balkáně dali do pohybu Hunové. Theodosius proto poslal k Peršanům Heliona, a ten v roce 422 vyjednal ukončení nerozhodného střetnutí s tím, že obě strany se zavázaly nepronásledovat vyznavače protivníkova náboženství.
Smlouva zůstala zachována až do roku 440, kdy Bahrámův syn Jazdkart II. napadl římské území. Ani Římané, zle tísnění Huny, ani Peršané, znepokojovaní Hefthality ze střední Asie, neměli zájem na vedení války a vzápětí sjednali klid zbraní trvající několik dalších desetiletí. S výjimkou těchto dvou krátkých konfliktů se poměry na východní hranici říše vyvíjely za Theodosia převážně mírově, přesto zde byla trvale vázána velká část východořímských vojenských sborů.

### Tlak Hunů na Balkáně

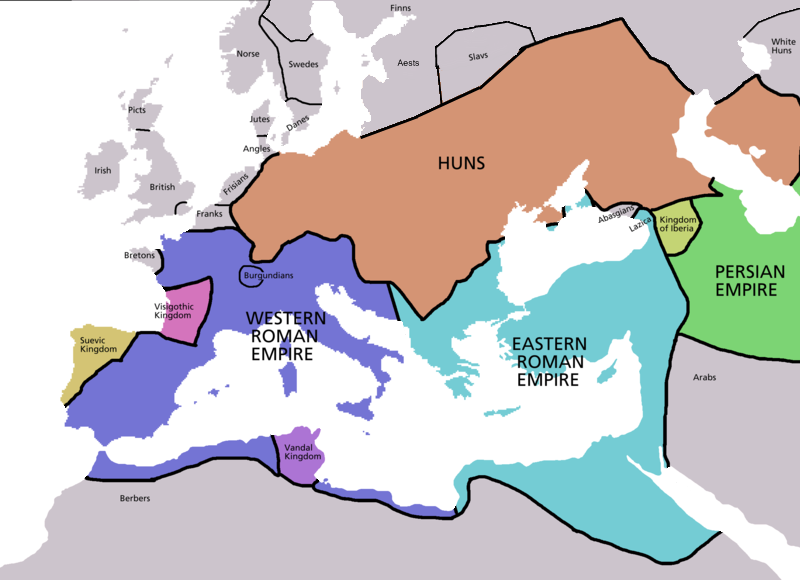
Mapa Evropy kolem roku 450

V samém úvodu Theodosiovy vlády přepadli Hunové vedení Uldinem balkánské provincie východní říše. Ačkoli Římané odrazili Uldinův nájezd, přítomnost těchto nomádů v oblasti Velké uherské nížiny představovala pro Konstantinopol v první polovině 5. století konstantní nebezpečí. Patrně v roce 421 podnikly východní sbory rozsáhlou výpravu do Panonie s cílem omezit rostoucí moc Hunů, jimž podléhalo četné germánské obyvatelstvo sídlící severně od Dunaje. Při tom zajaly značný počet Hunům poddaných Gótů a odvedly je do Thrákie, kde byli tito barbaři usazeni. V následujícím roce využil hunský vládce Rua zaneprázdněnosti východních Římanů, válčících s Persií, k útoku na jejich území, čímž přiměl říši k vyplácení pokořujícího každoročního tributu ve výši 350 liber zlata. K obdobnému kroku se uchýlil i v roce 434, což mu dále umožnilo stupňovat své požadavky. Hunové mezitím postupně rozvrátili dunajskou hranici západořímské říše, z níž se v rukou Římanů udrželo pouze Sirmium, obsazené východními oddíly.
Po Ruově náhlé smrti, jež uvrhla Huny ve zmatek, se do jejich čela postavili jeho synovci, bratři Attila a Bleda. Ti si na Římanech vynutili podstatné ústupky, včetně zvýšení ročních plateb na 700 liber zlata. Navzdory tomu Hunové krátce poté, zřejmě v zimě 440 až 441, lstivě přepadli pohraniční pevnost Margus (poblíž Požarevace). Na jaře 441 pak překročili Dunaj a vzhledem k absenci nezanedbatelné části východořímského vojska, soustředěného na Sicílii, se zmocnili měst v dácké diecézi ležících podél této řeky a zničili důležitý římský opěrný bod Viminacium (Kostolac). V roce 442 Hunové zamířili hlouběji do vnitrozemí Illyrika, kde oblehli a dobyli strategickou silniční křižovatku Naissus (Niš). Na rozdíl od dřívějších invazí, během nichž se barbaři omezili na drancování venkovské krajiny, Attila a Bleda tímto tažením prokázali hrozivou schopnost Hunů obsazovat dobře bráněná a opevněná římská města. Po ztrátě Naissu Římanům nezbylo než uzavřít s nimi mírovou smlouvu, v rámci níž souhlasili s navýšením plateb, pravděpodobně na dvojnásobek předchozí částky.
V roce 444 nebo 445 Attila nechal zavraždit svého staršího bratra Bledu a nadále vládl Hunům sám. Východořímská vláda nejspíše využila této události a přechodného neklidu mezi Huny k zastavení dohodnutých plateb. Zároveň přijala řadu opatření k posílení hranic a k doplnění stavů pohraničních i polních vojsk, mimo jiné isaurskými rekruty. Attila v reakci na to vyslal své emisary do Konstantinopole, jejíž hradby v lednu 447 vážně poškodilo těžké zemětřesení, a domáhal se zaplacení tributu. Římané se neúspěšně pokusili vyjednávat, načež Attila vtrhl s ohromnou brannou mocí za Dunaj a vyvrátil pohraniční pevnosti. Hunské hordy poté pokračovaly na východ do Moesie, kde rozdrtily urputně se bránící thrácké polní vojsko v čele s generálem Arnegisklem, jenž v bitvě nalezl smrt. Vítězství otevřelo Hunům průsmyky pohoří Haemus, po jehož překročení zamířili do rovin Thrákie. Attila se přiblížil k samotné Konstantinopoli a na Chersonesu uštědřil porážku druhému římskému vojsku, vedenému generálem Asparem. Hunové dosáhli pobřeží Černého moře a Propontidy, a stanuli dokonce v Kallipoli (Gelibolu) u Hellespontu. Část z nich se potom vydala směrem na západ a zpustošila široký pás území táhnoucí se až k Thermopylám ve středním Řecku. O rozsahu pohromy vypovídá, že většina významnějších římských měst na Balkáně, prameny nadsazeně hovoří o více než stovce, byla dobyta a zdevastována Huny. Mnohá se již z této rány nevzpamatovala a zůstala opuštěná přinejmenším do 6. století.
Katastrofální průběh střetnutí s Huny donutil Konstantinopol k akceptování neobvykle tvrdých mírových podmínek. Římané museli Hunům zaplatit jednorázově nedoplatek ve výši 6000 liber zlata a navíc roční tribut v částce 2100 liber zlata. Mimoto museli vyklidit území ve vzdálenosti pěti denních pochodů od Dunaje, a tím dovolili Hunům volně přecházet přes řeku. Historik Priskos popisuje, do jaké finanční tísně východní říše upadla v důsledku porážky, přičemž tíže dodatečně uloženého daňového břemena se nevyhnula ani senátorskému stavu. Zmiňuje se dále o tom, že eunuch Chrysafios, tehdy rozhodující postava na konstantinopolském dvoře, pojal úmysl zosnovat Attilovo zavraždění. Hunský král se ale dozvěděl o chystaném spiknutí a domáhal se Chrysafiova usmrcení. Tomu se jen stěží podařilo usmířit Attilu, jenž zřejmě začal upínat svoji pozornost více na Západ.

### Pozdější léta a smrt

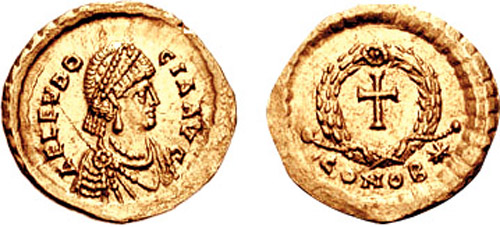
Tremissis znázorňující Aelii Eudokii

Augusty Pulcherie a Eudokie mezi sebou ve třicátých letech sváděly otevřený souboj o Theodosiovu přízeň. Pulcherie si zachovávala nemalý vliv na svého bratra, zvláště v náboženských otázkách, a roku 438 nechala s patriarchovým svolením přenést do Konstantinopole ostatky Jana Zlatoústého, oponenta své matky. Eudokie pak projevila zbožnost hodnou císařovny, když podstoupila pouť do Jeruzaléma a navštívila svatá místa. O rok později zakončila svoji cestu, jež výrazně pozvedla její prestiž, slavnostním návratem do hlavního města, kam přinesla cenné náboženské relikvie. Někdy v téže době se úřadu pretoriánského prefekta ujal básník Kyros z Panopole, dlouholetý konstantinopolský městský prefekt, podporovaný Eudokií. Kyros se díky svým stavebním počinům těšil znatelné oblibě obyvatel města a kromě jiného umožnil, aby soudní rozhodnutí a závěti byly vydávány v řečtině. Ambiciózní eunuch Chrysafios mezitím s Eudokiinou pomocí přinutil Pulcherii intrikami k opětovnému odchodu do ústraní. Jakmile eliminoval Theodosiovu sestru, ihned začal strojit úklady jeho choti, která záhy upadla v podezření z nevěry. Přičinil se rovněž o sesazení Kyra, jehož přílišná popularita znepokojovala císaře. V roce 443 se Eudokie vydala znovu do Jeruzaléma, tentokrát do dobrovolného vyhnanství trvajícího po zbytek jejího života. Chrysafios postupně vymanévroval všechny své protivníky a získal titul nejvyššího komořího (praepositus sacri cubiculi), čímž demonstroval klíčovou roli, náležející mu na dvoře.
Po smrti Kyrilla se alexandrijským patriarchou stal Dioskoros, muž podobně bezohledný jako jeho předchůdce. Dioskoros se na rozdíl od Kyrilla stavěl proti kompromisu z roku 433 a nátlakem se dožadoval vztáhnutí Nestoriova odsouzení i na čelné stoupence antiochijské školy, jako byl biskup Theodoretos z Kyrrhu. Císař se ztotožnil s názory alexandrijského patriarchy, třebaže se původně přikláněl ke zcela protichůdným závěrům Nestoria. Dioskorovým hlavním stoupencem v Konstantinopoli byl archimandrita Eutyches, jemuž se dostávalo podpory Chrysafia a prostřednictvím něho císaře. Eutyches ale narazil na rozhodnou opozici konstantinopolského patriarchy Flaviana, neboť přisuzoval Kristovi pouze jedinou přirozenost, božskou, za což byl lokální synodou odsouzen. Navzdory tomu se Theodosius postavil za Eutycha a k projednání vyvstalého dogmatického sporu svolal do Efesu další koncil. Jeho předsednictvím pověřil Dioskora, zatímco Theodoretovi účast na něm zakázal. Na koncilu konaném v srpnu 449 alexandrijský patriarcha násilím prosadil rehabilitaci Eutycha, a tím i teologie později nazývané monofyzitismus. Shromáždění biskupové rozhodli také o sesazení Flaviana, Theodoreta a mnoha jiných církevních představitelů. Flavianus krátce poté zemřel při převozu do vyhnanství. Dioskoros tak s Chrysafiovým přispěním dosáhl naprostého vítězství nad soupeřícími patriarcháty v Konstantinopoli a Antiochii. Římský biskup Lev I. vyslal do Efesu tři legáty s dopisem známým jako Tomus Leonis, v němž rozvedl tezi o dvou přirozenostech Krista, avšak tento list nebyl vůbec přečten. Lev, pobouřený jeho průběhem, označil koncil za „lotrovství“ (latrocinium) a dožadoval se svolání nového. Pulcherie zastávala postoj shodný s papežovým, nicméně v daném okamžiku nebyla schopná změnit zamítavé stanovisko východního dvora.
Chrysafios čelil rostoucímu nepřátelství četných významných jedinců. Ve snaze vyvážit moc generála Aspara povolal k obraně Konstantinopole Isaury, napůl civilizovaný, bojovný lid z hor na jihovýchodě Malé Asie. Jejich náčelník Zenon, zastávající hodnost magister militum per Orientem, se Chrysafiovi posléze vzepřel a usiloval o jeho sesazení. Nespokojenost s Chrysafiem vyvrcholila v první polovině roku 450, kdy se Pulcherie usmířila se svým bratrem. Někdy v této době císař nařídil zkonfiskovat eunuchův majetek a vykázat ho do vyhnanství. Nedlouho nato Theodosius utrpěl vážné zranění, když při lovu spadl s koně, a 28. července 450 zemřel. Protože nezanechal žádného mužského dědice, nastalo zhruba měsíc trvající bezvládí, během něhož byl Chrysafios popraven. Pulcherie se následně provdala za jednoho z Asparových podřízených jménem Marcianus, jenž se stal Theodosiovým nástupcem.

## Hodnocení
Prameny i novodobí historikové se až na výjimky shodují, že Theodosius pokračoval v tradici slabých theodosiovských císařů započaté jeho otcem a strýcem. Theodosius nebyl natolik poddajný jako Arcadius, k čemuž mu zřejmě dopomohlo jeho obšírné vzdělání. Jeho dvůr se vyznačoval mimořádně silnou religiozitou, o což se zasloužila císařova zbožná sestra Pulcherie. Nepříliš široký okruh Theodosiových politických aktivit vytvořil prostor pro Pulcherii, Eudokii a schopné civilní hodnostáře, jakými byli Anthemius či Chrysafios, nesoucích na svých bedrech odpovědnost za řízení státu. Díky nim představuje Theodosiovo dlouhé, více než čtyřicetileté panování období stability a konsolidace. Východ na rozdíl od Západu zůstal i přes nemalý vnější tlak především ze strany Hunů ušetřen krizí ohrožujících jeho existenci. Nejvážnější riziko dalšího trvání říše narušující její soudržnost vyvěralo z dogmatických sporů uvnitř církve.

### Prameny
- JORDANES. Gótské dějiny; Římské dějiny. Praha: Argo, 2012 ISBN 978-80-257-0744-9
- PROKOPIOS Z KAISAREIE. Válka s Peršany a Vandaly. Praha: Odeon, 1985
- SOCRATES SCHOLASTICUS. Církevní dějiny, díl 2. Praha: Ústřední církevní nakladatelství, 1990
- ZOSIMOS. Stesky posledního Římana. Praha: Odeon, 1983

- Sokrates Scholastikos. Církevní dějiny. Kniha VII
- Sozomenos. Církevní dějiny. Knihy IX (anglicky)